# Neue Künstlervereinigung München

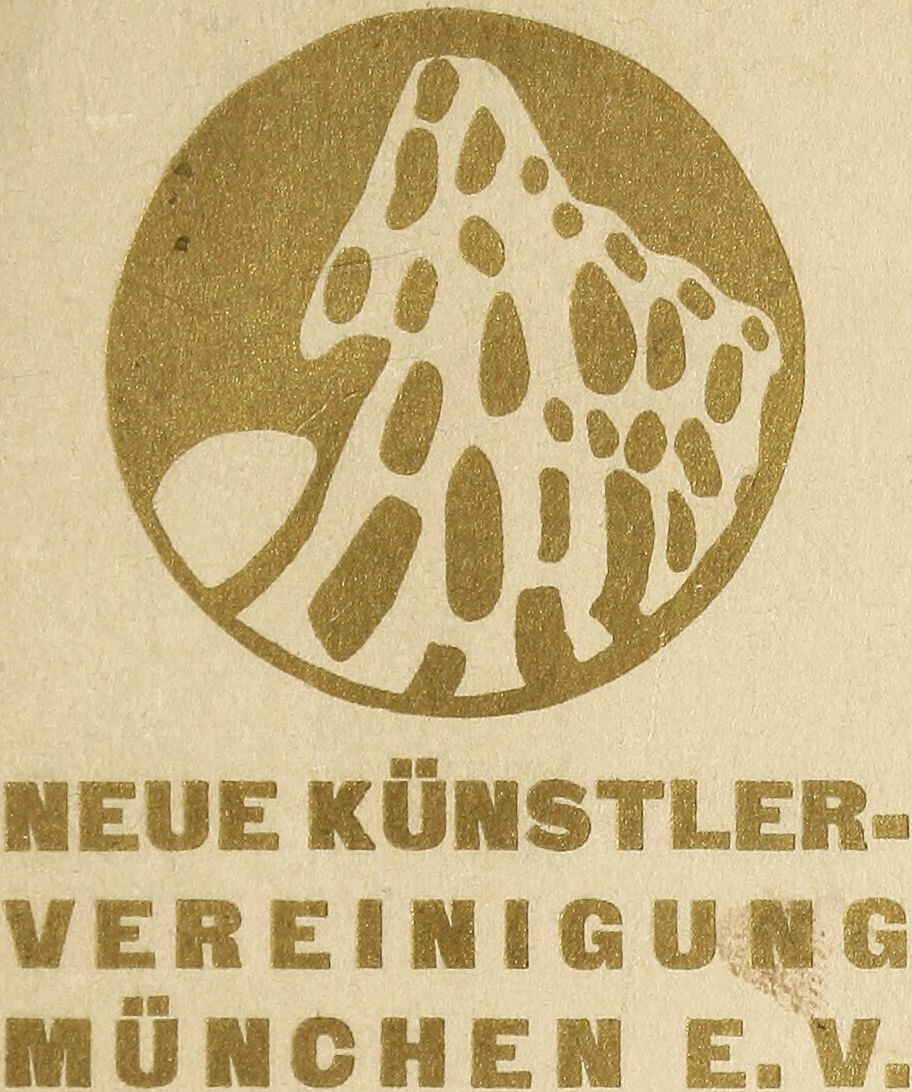
Signet der Neuen Künstlervereinigung München (N.K.V.M.). Holzschnitt. Entwurf: Wassily Kandinsky

Die Neue Künstlervereinigung München (N.K.V.M.) war eine expressionistische Künstlergruppe, die in München ihren Sitz hatte.

## Geschichte der Vereinigung

### Die Idee zur N.K.V.M.
Der Vorläufer zur N.K.V.M. war die „Brüderschaft von Sankt Lukas“, die die russische Malerin Marianne von Werefkin 1897 in ihrer Wahlheimat München im Stadtteil Schwabing in ihrem „rosafarbenen Salon“ um sich geschart hatte. Die Mitglieder verstanden sich in der Tradition der Lukasgilden stehend. Schon damals plante man „Manifestationen, d. h. Ausstellungen“.
Die Idee zur N.K.V.M. wurde ebenfalls im Salon der Werefkin geboren (vor Weihnachten 1908). Außer Werefkin waren Alexej Jawlensky, Adolf Erbslöh und der Tonkünstler Oscar Wittenstein beteiligt, „die neue Künstlervereinigung“ zu gründen. Gabriele Münter und Wassily Kandinsky wurden in das Vorhaben zunächst nicht eingeweiht. Darüber ärgerte sich Kandinsky noch Jahre später, was zu einem gewissen Grad sein zögerliches Verhalten erklärt, als man ihm im Januar 1909 anbot, den Vorsitz der N.K.V.M. zu übernehmen.

### Gründung, Mitglieder und Ziele

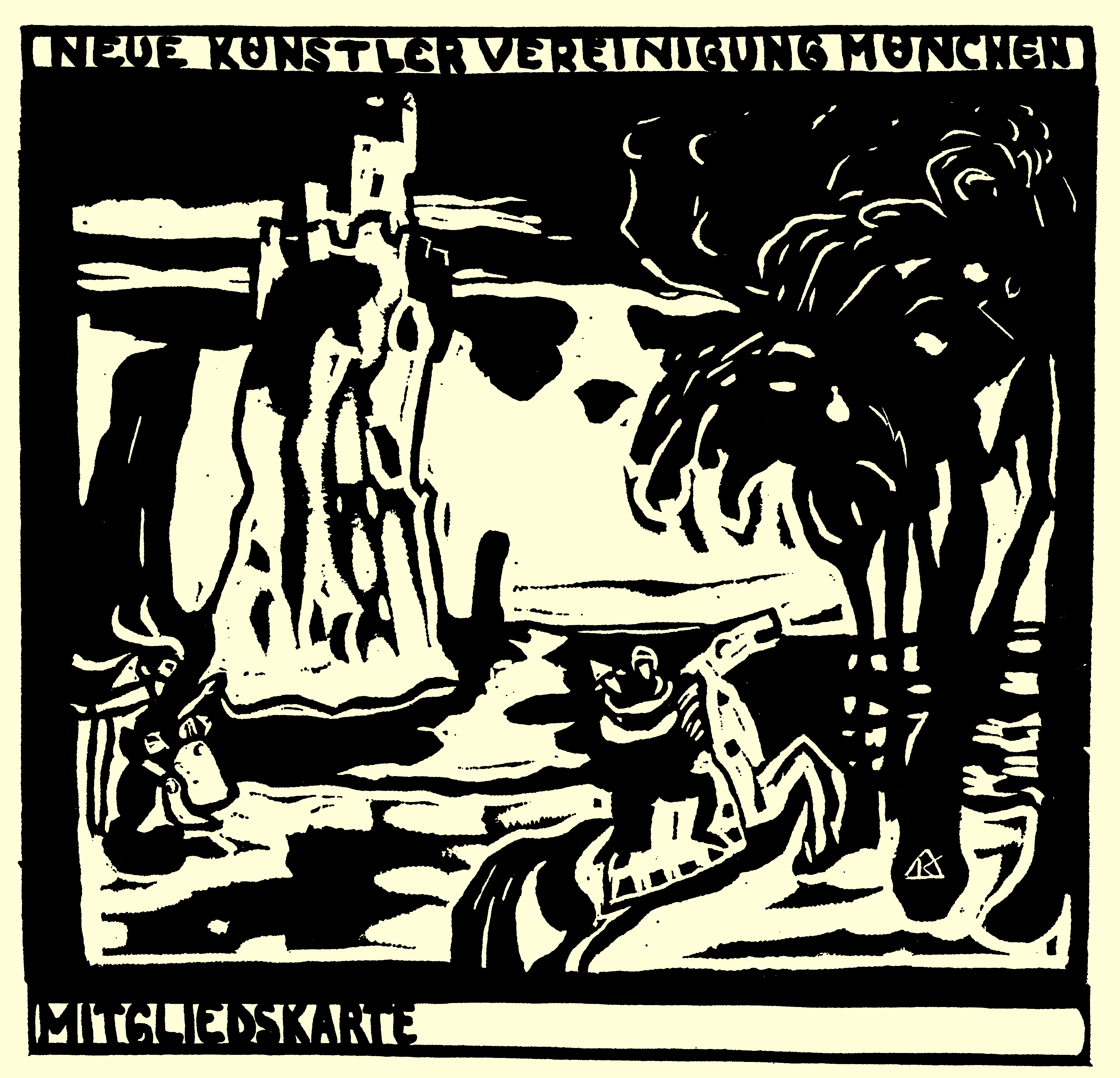
Wassily Kandinsky: Holzschnitt Felsen (Mitgliedskarte der N.K.V.M.)

Am 22. Januar 1909 wurde die Gründungsurkunde verfasst. Mitglieder waren zunächst: Wladimir von Bechtejeff, Th. E. Buttler, Adolf Erbslöh, Leonhard Frank, Gustav Freytag, Thomas von Hartmann, Jawlensky, Kandinsky, Alexander Kanoldt, Marga Kanoldt-Zerener, Johanna Kanoldt, Alfred Kubin, Münter, Charles Palmié, Hugo Schimmel, Kunsthistoriker Heinrich Schnabel, von Werefkin und Wittenstein. Noch im gleichen Jahr traten Paul Baum, Erma Bossi, Pierre-Paul Girieud, Karl Hofer, Moissey Kogan und der Tänzer Alexander Sacharoff der Vereinigung bei. Davon schieden im Laufe des Jahres wieder aus: Baum, Buttler, Frank, Kanoldt-Zerener, Palmié und Schimmel.
In den Vorstand wurden gewählt: Wassily Kandinsky als erster Vorsitzender, Jawlensky als zweiter, als Stellvertreter Johanna Kanoldt, als erster Sekretär Wittenstein, als Schatzmeister Johanna Kanoldt. Am 10. Mai erfolgte der Eintrag der N.K.V.M. ins städtische Vereinsregister von München.
In einem mit dem Signet der Künstlervereinigung versehenen Rundbrief an einflussreiche Persönlichkeiten machte die Künstlergruppe u. a. auf ihre Ziele aufmerksam:

„Wir gehen aus von dem Gedanken, dass der Künstler außer den Eindrücken, die er von der äußeren Welt, der Natur, erhält, fortwährend in einer inneren Welt Erlebnisse sammelt; und das Suchen nach künstlerischen Formen, welche die gegenseitige Durchdringung dieser sämtlichen Erlebnisse zum Ausdruck bringen sollen – nach Formen, die von allem Nebensächlichen befreit sein müssen, um nur das Notwendige stark zum Ausdruck zu bringen, – kurz, das Streben nach künstlerischer Synthese, dies scheint uns eine Losung, die gegenwärtig wieder immer mehr Künstler geistig vereinigt.“

Kandinsky hatte in die Satzung der N.K.V.M. einen Paragraphen – die „Vierquadratmeterklausel“ – eingebracht, die ihm 1911 die Handhabe bieten sollte, den Verein zu verlassen:

„Jedes ordentliche Mitglied hat das Recht zwei Werke jury-frei auszustellen, sofern diese [zwei Bilder] zusammen die Fläche von 4 qm (2 mal 2 m) nicht übersteigen.“

1910 wurde Adolf Erbslöh zum Sekretär der N.K.V.M. ernannt. Als es bei den konservativen Kräften in der N.K.V.M. immer häufiger zu Unstimmigkeiten gekommen war, die sich an Kandinskys zusehends abstrakter werdenden Malerei entzündeten – man forderte von ihm „möglichst verständliche Werke“ – legte er im Januar 1911 den Vorsitz nieder. Erbslöh wurde sein Nachfolger. Ebenfalls im Januar wurde Franz Marc Mitglied und dritter Vorsitzender der N.K.V.M. Auf der Generalversammlung am 4. Februar wählten die Mitglieder der Künstlervereinigung Wittenstein als zweiten Vorsitzenden, Alexander Kanoldt als ersten Schriftführer, Schnabel als zweiten Schriftführer und Johanna Kanoldt als Kassiererin.

### Das „Jüngste Gericht“ am 2.Dezember 1911

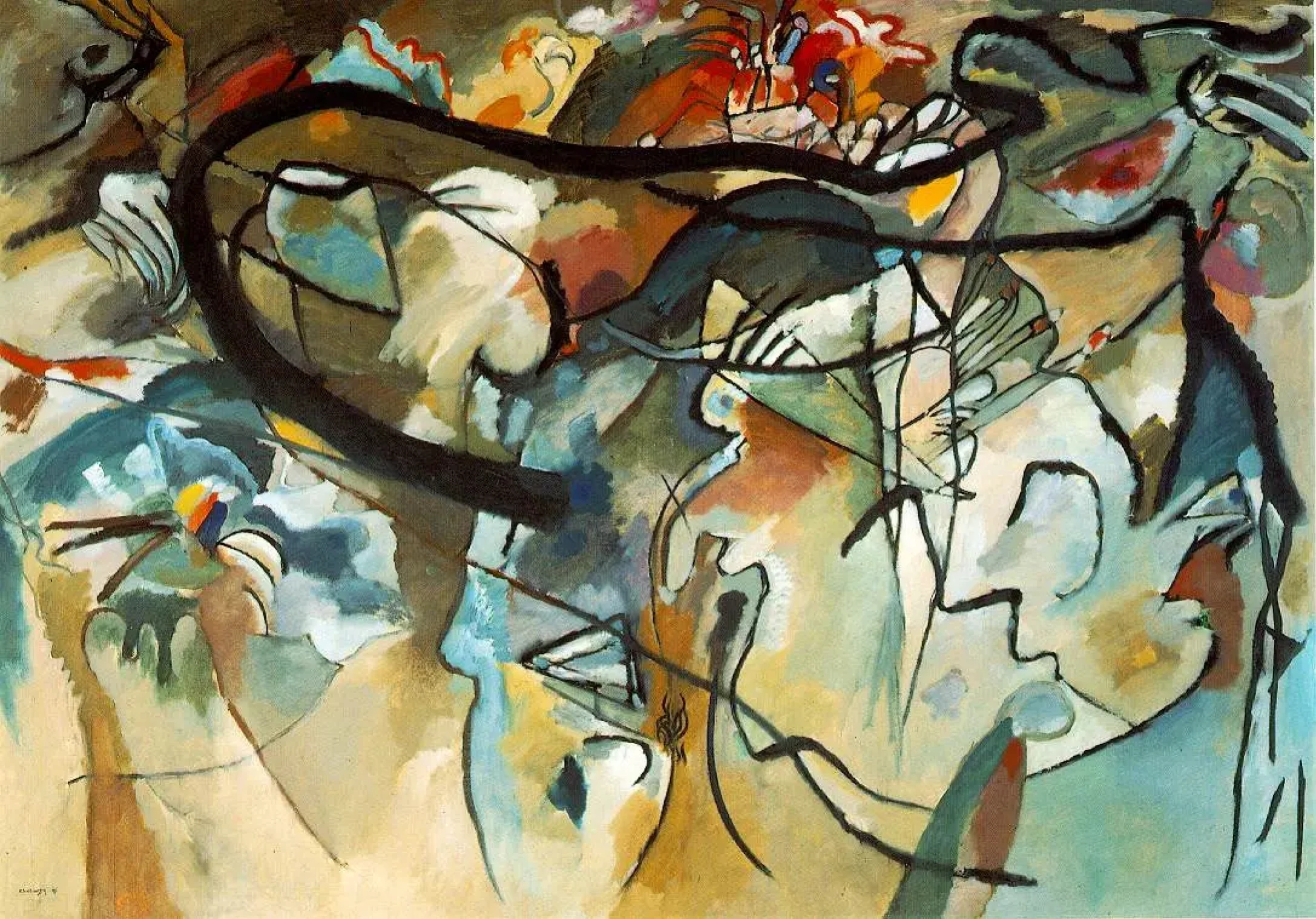
Das Jüngste Gericht/Komposition V, 1911

Verärgert über die Geringschätzung ihrer Malerei, arbeiteten Kandinsky und Marc an einer Abspaltung von der N.K.V.M. August Macke war Mitwisser. Kandinsky malte insgeheim und auf Konfrontation gezielt an einem über fünf Quadratmeter großen abstrakten Gemälde, Das Jüngste Gericht/Komposition V. Die genauen Maße des Ölgemäldes auf Leinwand betragen 190 × 275 cm. Er reichte es, wohl wissend um die Statuten der N.K.V.M., der Jury zur bevorstehenden Winterausstellung als Provokation ein. Kandinskys und Marcs Planung ging auf. Man erinnerte sich an die von Kandinsky selbst eingeführte „Vierquadratmeterklausel“.
Es gab den erhofften „Krach“ am 2. Dezember 1911. Die Mehrheit lehnte Kandinskys Bild satzungsgemäß ab. Zusammen mit Münter und Marc verließ Kandinsky daraufhin – „Protest“ vortäuschend – die N.K.V.M., um am 18. Dezember 1911 die seit Monaten heimlich vorbereitete erste Ausstellung der Redaktion Der Blaue Reiter eröffnen zu können.
Nach mehr als 20 Jahren verriet Kandinsky erstmals seinen und Franz Marcs Plan: „Da wir beide den ‚Krach’ schon früher witterten, hatten wir eine andere Ausstellung vorbereitet.“
Mit Häme dachte Kandinsky an den Coup zurück. An Galka Scheyer, Vertreterin der Die Blaue Vier in Amerika, schrieb er:

„Ich schreibe Ihnen auf dem Papier der N.K.V.M., in der ich 2–3 Jahre 1. Vorsitzender war. Der Briefkopf stammt von mir. Meine Tätigkeit endete mit einem hübschen Krach, der zur Gründung des ‚Blauen Reiters’ führte. Alte Zeiten! Die N.K.V.M. wurde 1908 gegründet, Ende 1911 trat ich aus. Sofort darauf veranstaltete ich mit Hilfe von Franz Marc eine Ausstellung der Redaktion des B.[lauen] R.[eiters] bei Thannhauser. […] Da ich rechtzeitig den ‚Krach’ voraussah, hatte ich ein reiches Ausstellungsmaterial für den B.R. vorbereitet. […] Auf den Tischen der Thannhauser-Galerie lagen die ersten Exemplare des ‚Geistigen in der Kunst‘“

Auch ließ Kandinsky Galka Scheyer wissen: „Die Rache war süss!“ des Weiteren: „Werefkin und Jawlensky haben nie erfahren, dass sie getäuscht worden waren.“

## Die Ausstellungen der N.K.V.M.

### Die 1. Ausstellung 1909

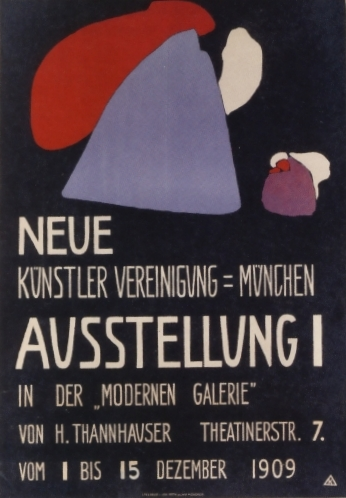
Ausstellungsplakat zur 1. Ausstellung in der Galerie Thannhauser

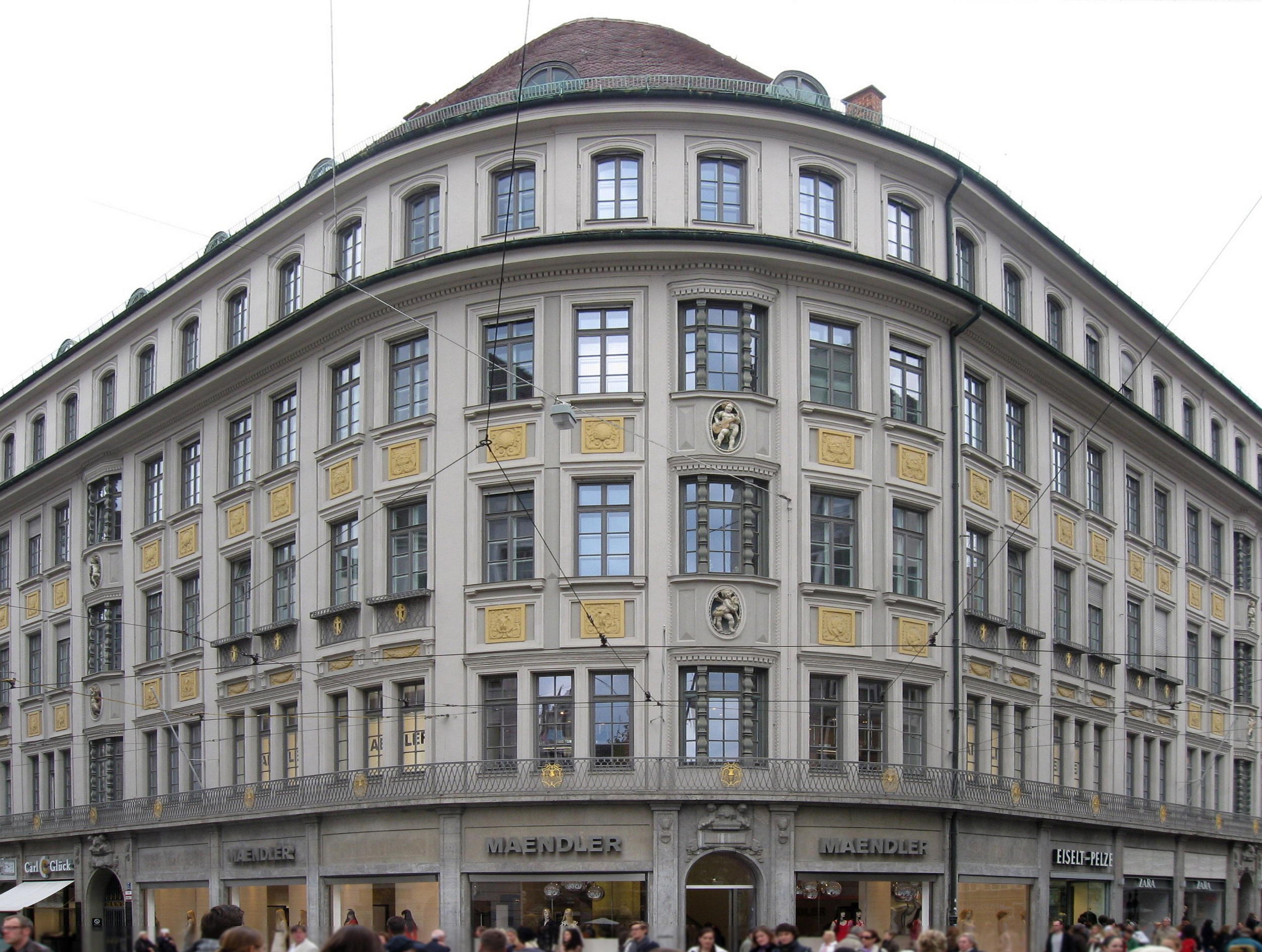
Das Arco-Palais, Theatinerstraße 7, München

Die erste Ausstellung fand vom 1. bis zum 15. Dezember 1909 in der Modernen Galerie Heinrich Thannhauser im Arco-Palais, Theatinerstraße 7, in München statt und zeigte 128 Werke von 16 Künstlern, Mitgliedern und Gästen der N.K.V.M., nämlich Baum, Bechtejeff, Bossi, Emmi Dresler (1880–1962), Robert Eckert (1874 – vor 1923), Erbslöh, Girieud, Karl Hofer, Jawlensky, Kandinsky, Kanoldt, Kogan, Kubin, Münter, Carla Pohle (1883–1962), Werefkin.
Diese Ausstellung erhielt hauptsächlich negative Kritiken der zeitgenössischen lokalen Presse. So schrieb die Zeitung Münchner Neueste Nachrichten: „Entweder ist die Mehrheit der Mitglieder dieser Vereinigung unheilbar geisteskrank, oder wir haben es mit einer Gruppe von skrupellosen Hochstaplern zu tun, die bestens um die Schwäche unserer Zeitgenossen für Sensationen wissen und versuchen, diese große Nachfrage zu nutzen.“

### Die 2. Ausstellung 1910
Im Frühjahr 1910 entwickelten die Künstler der N.K.V.M. frische Aktivitäten zur Vorbereitung ihrer nächsten Ausstellung. Es scheint fast so, dass man nach dem Skandal, den man im letzten Jahr entfacht hatte, die konservative Münchner Kunstwelt noch einmal herausfordern wollte. Dazu war Erbslöh – Intimus der Werefkin und Sekretär des Vereins – im Mai eigens nach Frankreich gereist, um in Paris Verstärkung, unter anderem Künstler des Fauvismus, zu mobilisieren. Girieud, Jawlenskys und Werefkins enger Freund, war Erbslöh Führer für seine Recherchen. Erbslöhs und Girieuds Mission war erfolgreich, wie die Ausstellerliste zeigt.
Die zweite Ausstellung fand vom 1. bis zum 14. September 1910 ebenfalls in der Galerie Thannhauser statt. Dieses Mal präsentierte sie 115 Werke von 31 Künstlern, nämlich Bechtejeff, Bossi, Georges Braque, Dawid Dawidowitsch Burljuk, Wladimir Burljuk, Wassily Denissoff (1862–1921/1942), André Derain, Kees van Dongen, Francisco Durio, Erbslöh, Henri Le Fauconnier, Girieud, Hermann Haller, Bernhard Hoetger, Jawlensky, Eugen von Kahler, Kandinsky, Kanoldt, Kogan, Kubin, Alexander Mogilewskij (1885–1980), Münter, Adolf Nieder (1873–19??), Pablo Picasso, Georges Rouault, Edwin Scharff, Seraphim Soudbinine (1870–1944), Maurice de Vlaminck, Werefkin.
Ungeklärt ist bis heute, warum ausgerechnet Werke des angeblichen Freundes von Jawlensky, Matisse, fehlten. Nachweislich eingeplant war interessanterweise Henri Rousseau, den Erbslöh zusammen mit Girieud in seinem Atelier aufsuchte. Dieser musste jedoch seine Teilnahme für München absagen, weil er alle seine Bilder verkauft hatte.
Als die Ausstellung der N.K.V.M. eröffnet worden war, wurde sie von der Presse wiederum verhöhnt. Man sprach von einer „absurden Ausstellung“, von „Stuß“ und von „konzentriertem Unsinn […] von kannibalischsten Naturvölkern an bis herauf zu den Neupariser Decadents.“ Man schimpfte, „dass die Mehrzahl der Mitglieder und Gäste der Vereinigung unheilbar irrsinnig ist, oder aber, daß man es mit schamlosen Bluffern zu tun hat.“

### Die 3. Ausstellung 1911
Nach dem „Krach“ vom 2. Dezember auf acht Teilnehmer zusammengeschrumpft, wurde die dritte und letzte gemeinsame Ausstellung der N.K.V.M. vom 18. Dezember 1911 bis zum 1. Januar 1912 erneut in der Galerie Thannhauser abgehalten. Dem Verein waren treu geblieben: Bechtejeff, die nunmehr verheiratete Erma Barrera-Bossi, Erbslöh, Girieud, Jawlensky, Kanoldt, Kogan und Werefkin. Sie zeigten insgesamt 58 Werke.
Unter dem Namen Der Blaue Reiter hatten Kandinsky und Marc frühzeitig parallel eine eigene Ausstellung mit insgesamt 14 Künstlern in derselben Galerie organisiert. Diese zeigten insgesamt 43 Werke. Zur Ausstellung der Redaktion Der Blaue Reiter waren konvertiert die Brüder Burljuk, Kahler und Münter. Ausgestellt wurden außerdem Werke von Albert Bloch, Heinrich Campendonk, Robert Delaunay, Elisabeth Iwanowna Epstein, August Macke, Franz Marc, Jean-Bloé Niestlé, Rousseau und Arnold Schönberg.

## Die Publikation „Das Neue Bild“ und das vorläufige Ende der N.K.V.M.
1912 aus der Sommerfrische aus Oberstdorf zurückgekehrt, fanden Werefkin und Jawlensky das nobel ausgestattete Buch Das Neue Bild von Otto Fischer, das als Veröffentlichung der N.K.V.M. zur vierten Ausstellung dienen sollte, gedruckt vor. Es enthält Texte und Abbildungen von Werken von neun Künstlern, nämlich: Bechtejeff, Barrera-Bossi, Erbslöh, Girieud, Jawlensky, Kanoldt, Kogan, Mogilewsky und Werefkin.
Über den Text und die Erläuterungen zu den einzelnen Künstlern dieses Buches war Werefkin empört. Jawlensky, Bechtejeff und Mogilewsky schlossen sich ihrer Meinung an. Zwischen dieser Partei des Vereins und der anderen um Erbslöh, kam es zu einem umfangreichen, heftigen Briefwechsel. Über Hintergründe und Interna, die dazu führten, dass die geplante Ausstellung nicht mehr realisiert wurde, informiert ein Brief der Werefkin, den sie an Richart Reiche, den damaligen Leiter des Kunstvereins Barmen richtete. In ihrer Entrüstung über das Buch fragte sie darin Reiche:
„Haben Sie das Buch gelesen? Haben Sie gelesen, daß wir Leute wie Picasso und Kandinsky als Betrüger schimpfen? Haben Sie gelesen, daß wir, das heißt die N.K.V. eine gegenständliche Kunst bedingen? […] Mich hat das Buch wie ein Peitschenhieb getroffen!“
Das Zerwürfnis führte schließlich dazu, dass Werefkin und Jawlensky gegen Ende des Jahres aus der N.K.V.M. austraten. Ab diesem Zeitpunkt existierte der Verein jahrelang faktisch nur noch auf dem Papier. Erst 1920 wurde er offiziell von Erbslöh aus dem Münchner Vereinsregister ausgetragen.

### Die 4. Ausstellung 1934
Aus einem bislang wenig beachteten Brief von Erbslöh vom 26. November 1932 an den Kunsthistoriker Otto Fischer, der 1912 die erste Veröffentlichung für die N.K.V.M. verfasst hatte, erfährt man, dass der Maler zusammen mit seinem Kollegen Kanoldt für 1934 eine Art Retrospektive mit seinen Weggefährten aus der Vorkriegszeit der N.K.V.M. plante: „Dr. Reiche-Barmen regte im vorigen Jahre Hofrat Pixis vom hiesigen Kunstverein an, zum 25sten Gründungs-Jubiläum der ehemaligen Neuen Künstlervereinigung München im Jahre 1934 eine große Ausstellung der damaligen Mitglieder zu veranstalten.“
Von Erbslöh erfuhr Fischer, der mittlerweile den Direktorposten des Kunstmuseums in Basel innehatte, dass die Ausstellung von Mai 1934 bis zum 15. Juni 1934 dauern sollte. Er selbst wäre mit von der Partie. Bossi, Girieud, Jawlensky, Kandinsky, Kanoldt, Kubin und Münter hätten „erfreute Zustimmungen geschickt“. Von den übrigen Mitgliedern, Bechtejeff, Fauconnier, Kogan, Mogilewsky und Werefkin erwarte er noch Antwort, auch von Maria Marc, die er ebenfalls zur Teilnahme eingeladen habe. Interessant an der Aufzählung ist zum einen die Tatsache, dass Erbslöh Marcs Frau, die ihre Bilder nie bei der N.K.V.M. ausgestellt hatte, mit Exponaten in der 4. Ausstellung vertreten wissen wollte. Zum anderen ist bemerkenswert aus Erbslöhs Brief zu erfahren, dass der „Krach“, den Kandinsky und Marc am 2. Dezember 1911 inszeniert hatten und der zur Abspaltung des Blauen Reiters von der N.K.V.M. geführt hatte, von den Künstlern überwunden worden war. Erstaunlich ist außerdem, dass insbesondere Kandinsky keine Einwände gegen einen neuerlichen gemeinsamen Auftritt hatte.
Geplant war bereits, der Ausstellung einen besonderen Charakter durch einen sowohl geschichtlichen als auch einen aktuellen Aspekt zu verleihen: „Da wir sehr viel Platz haben (der Kunstverein stellt uns seine sämtlichen Räume zur Verfügung), kamen Kanoldt und ich auf die Idee, nicht nur eine quasi ‚historische‘ Ausstellung zu machen, sondern auch neuere Werke der Mitglieder auszustellen (diese Idee findet Kandinsky besonders glücklich). Man könnte da etwa 2 Abteilungen machen, die eine mit den in den Jahren (ungefähr) 1909 – 1914 geschaffenen Arbeiten, die andere mit den späteren Werken der einzelnen Mitglieder [...] Da hätte ich beinahe noch zu erwähnen vergessen: das Kunstantiquariat Walz in der Amalienstrasse hier möchte zur gleichen Zeit (also ebenfalls Mai 1934) eine Graphik-Ausstellung der ehemaligen Mitglieder der Neuen K. V. M. machen — sodaß diese 2 Ausstellungen sich aufs Schönste ergänzen könnten. Mit herzlichen Grüßen an Sie und Ihre Gattin, auch von meiner Frau, Ihr alter Erbslöh.“
Erbslöh und Kanoldt konnten die Ausstellung-Idee nicht mehr realisieren, weil nach der Machtergreifung Adolf Hitlers am 30. Januar 1933 die Malerei der Mitglieder der ehemaligen N.K.V.M. als entartet geächtet wurde. Dies bedeutete das endgültige Ende der N.K.V.M.

## Mitglieder
- Wladimir Georgijewitsch Bechtejew
- Erma Bossi
- Adolf Erbslöh
- Alexej Jawlensky
- Wassily Kandinsky
- Alexander Kanoldt
- Gabriele Münter
- Marianne von Werefkin[32]